# Isabel Benjumea

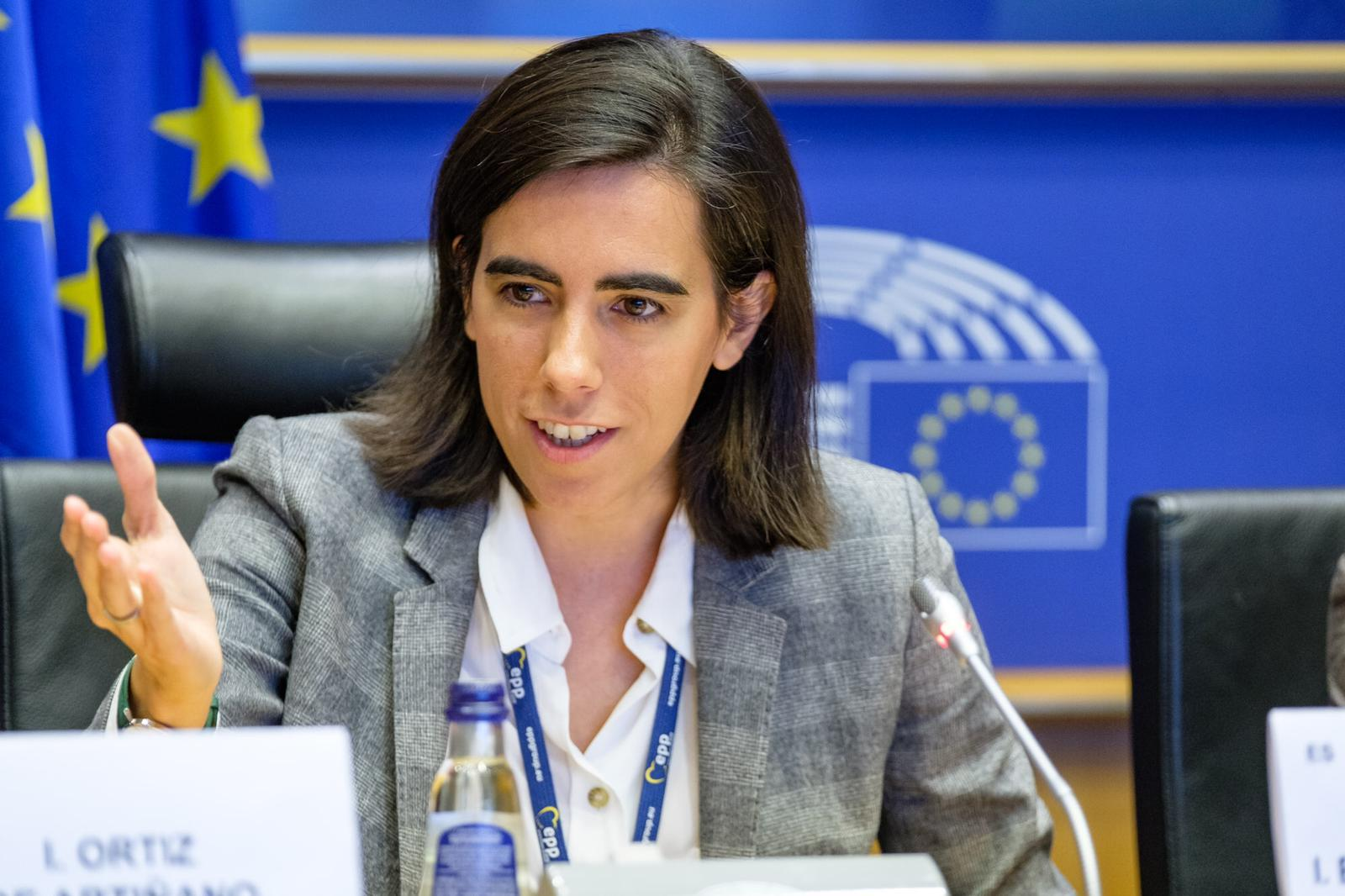
Isabel Benjumea (2019)

Isabel Benjumea Benjumea (* 5. September 1982 in Madrid) ist eine spanische Unternehmerin und Politikerin (PP). Seit der Europawahl 2019 ist sie Mitglied des Europäischen Parlaments und gehört der EVP-Fraktion an.

## Leben

### Herkunft und Ausbildung
Isabel Benjumea ist die jüngste Tochter von Blanca Benjumea Llorente (* 1947) und Rafael Benjumea Cabeza de Vaca (* 1939), 18. Graf von Peñón de la Vega. Sie studierte von 2000 bis 2005 Rechtswissenschaften und internationale Beziehungen an der Päpstlichen Universität Comillas (ICADE) in Madrid. Dem schloss sich ein Master in Politischer Ökonomie an der LSE London an. 2005 zog sie nach Washington, D.C., wo sie einen Sommerkurs für internationale Beziehungen an der Universität Georgetown absolvierte. Isabel Benjumea wird der römisch-katholischen Laienorganisation Opus Dei zugeordnet.

### Berufstätigkeit
In Washington arbeitete sie ab 2006 für zwei Jahre als Consulterin bei der Weltbank und war dort mit der Umsetzung von Transparenz- und Rechenschaftsprogrammen für lokale Regierungen in Lateinamerika befasst. Danach war sie 2009/10 als Stipendiatin in der Abteilung für internationale Beziehungen der FAES-Stiftung tätig, der von José María Aznar gegründeten parteinahen Vordenkerstiftung der spanischen Volkspartei (Partido Popular). Im Jahr 2010 gründete sie den Luxusreiseveranstalter Greatness, den sie als Generaldirektorin leitete. Seit 2018 ist sie Partnerin der strategischen Beratungsfirma IANUS Group. Am Madrider Campus der guatemaltekischen Privatuniversität Francisco Marroquín (UFM), die als ein Zentrum für die Implementierung neoliberaler Ideen in Zentralamerika gilt und mehrfach spanische Politiker der PP engagierte, leitete sie von Dezember 2018 bis Dezember 2019 einen Kursus für Entrepreneurship.

### Partei
Benjumea ist Mitglied der konservativen spanischen Volkspartei (PP). Innerparteilich galt sie als scharfe Kritikerin von Mariano Rajoy, den sie Anfang 2016 zum Rücktritt vom Parteivorsitz aufforderte, und Befürworterin eines stärker akzentuierten Rechtskurses. Mit anderen Kritikern der damaligen Parteiführung gründete sie 2015 den konservativ-libertären Thinktank Red Floridablanca. Die Idee zu dem Projekt war nach der Europawahl 2014 entstanden. Rajoy charakterisierte die Gruppierung damals als innerparteilich einflusslos und „ultrakonservativ“.
Isabel Benjumea wurde 2019 als stellvertretende Büroleiterin in das Team des neuen PP-Vorsitzenden Pablo Casado berufen. Ihre Nominierung galt zusammen mit der des ebenfalls aus der FAES kommenden, Opus-Dei-nahen Aznar-Anhängers Javier Fernández-Lasquetty y Blanc (* 1966), der als Teamchef Casados fungierte, als Zeichen für den Rechtsruck der Parteiführung nach dem Sturz von Mariano Rajoy. Benjumea gilt neben Fernández-Lasquetty als wichtigste Mitarbeiterin, auf die sich Casado in seiner marktliberal-konservativen Neuausrichtung der Partei stützte.

### Europaparlament
2019 nominierte die Partei Benjumea für den zehnten Platz auf der Liste für die Europawahl 2019. Die PP verlor deutlich an Stimmen (minus 6 Prozent) und errang nur zwölf der 54 spanischen Mandate; Benjumea wurde direkt gewählt. Sie trat der christdemokratischen EVP-Fraktion bei, die sie in den Ausschuss für regionale Entwicklung entsandte, dessen Mitglieder sie am 10. Juli 2019 zur 4. stellvertretenden Vorsitzenden wählten. Im Februar 2020 wurde sie auch Mitglied im Ausschuss für Wirtschaft und Währung. Sie war außerdem stellvertretendes Mitglied im Ausschuss für Kultur und Bildung, im Petitionsausschuss, im Unterausschuss für Steuerfragen sowie in dem im Oktober 2020 eingerichteten Untersuchungsausschuss im Zusammenhang mit dem Schutz von Tieren beim Transport.
Als sie 2019 zum ersten Mal das Weihnachtsfest am Brüsseler Sitz des Europäischen Parlaments verbrachte, fiel ihr auf, dass es dort keine Weihnachtskrippe gab. Ihre Initiative, zu Weihnachten 2020 eine dem EU-Parlament von ihr geschenkte Krippe aufbauen zu lassen, schlug fehl, weil die Parlamentsverwaltung die Ausstellung einer Krippe wegen des religiösen Inhalts als nicht mit der religiösen Neutralität des Hauses vereinbar bewertete und ablehnte. Zu Weihnachten 2022 setzte sie sich schließlich durch und es wurde zum ersten Mal eine Krippe im EU-Parlament aufgestellt. Die Kosten dafür trug die EVP-Delegation.
Im März 2021 gehörte Isabel Benjumea zu den Wortführerinnen im Europaparlament, die den Antrag konservativer spanischer Organisationen bei dem von ihrer Parteifreundin Dolors Montserrat (PP/EVP) geleiteten Petitionsausschuss des Europäischen Parlaments auf Überprüfung des neuen spanischen Schulgesetzes (LOMLOE) unterstützen. Mit dessen knapper Verabschiedung Ende 2020 wurde die in kirchlich-konservativen Kreisen Spaniens massiv angegriffene Bildungsreform der sozialistischen spanischen Erziehungsministerin der Regierung Sánchez, Isabel Celaá, umgesetzt.
Nach ihrer Wiederwahl bei der Europawahl 2024 ist Benjumea in der 10. Legislaturperiode (2024–2029) Mitglied im Haushaltsausschuss und im Ausschuss für Wirtschaft und Währung.

## Familie
Isabel Benjumea hat fünf ältere Geschwister und stammt aus einem der bedeutendsten Geschlechter der sevillanischen Aristokratie. Ihr Bruder Rafael de Benjumea y Benjumea (* 1976) ist seit 2001 der 19. Graf von Peñón de la Vega. Ihr Großvater väterlicherseits war der 3. Graf von Guadalhorce; der Titel ging nach langjährigem Rechtsstreit 2016 an eine Tante über, die Kampfstierzüchterin Isabel Benjumea Cabeza de Vaca (* 1937). Ihr wurde auch der Titel des Markgrafen von Valdecañas zugeteilt, den Isabels Vater Rafael von 1998 bis 2016 ebenfalls führte. Der Großvater mütterlicherseits war Javier Benjumea Puigcerver (1915–2001), der Gründer des Mischkonzerns Abengoa, ein enger Freund von König Juan Carlos I., der ihn 1994 zum 1. Markgrafen von Puebla de Cazalla erhob. Ein Bruder ihrer Mutter ist der andalusische Ex-Milliardär Felipe Benjumea Llorente (* 1957), dessen Familie zu den reichsten Familien Spaniens gehört.
Ihre Urgroßväter Rafael und Javier Benjumea Burín waren Brüder; daraus erklärt sich die Gleichheit der beiden Nachnamen (apellidos) Isabel Benjumea Benjumeas. Rafael Benjumea Burín (1876–1952) war Ingenieur und wurde 1921 von König Alfons XIII. für den Bau des 1953 nach ihm benannten Talsperrensystems am Guadalhorce in der Provinz Málaga zum 1. Grafen von Guadalhorce erhoben. Er war bis 1930 Bauminister unter Miguel Primo de Rivera, hielt sich während der Zweiten Republik und des Bürgerkriegs in Argentinien auf und kehrte 1947 nach Spanien zurück, wo er bis zu seinem Tod Präsident der spanischen Staatseisenbahn war. Ein dritter Bruder war Joaquín Benjumea Burín (1878–1963), der in der Zeit des Spanischen Bürgerkriegs Stadtverordnetenvorsteher und Bürgermeister von Sevilla wurde, später spanischer Finanzminister (1941–1951) und zuletzt Präsident der Bank von Spanien (1951–1963) war und 1951 von Francisco Franco zum 1. Grafen von Benjumea erhoben wurde. Ein gemeinsamer Vorfahre war der Viehzüchter und Großgrundbesitzer José María Benjumea Vecino (1786–1858) aus La Puebla de Cazalla, dem Stammsitz der Familie Benjumea, der 1832 die bekannte sevillanische Kampfstierzucht Ganadería Benjumea im Alentejo im Süden Portugals gründete. Sie wird seit 2017 von Joaquín Núñez Benjumea (* 1960) geführt, dem gegenwärtigen Markgrafen von Valdecañas, einem Cousin von Isabel Benjumea und Sohn ihrer gleichnamigen Tante.
Obwohl sie keine Aussichten hat, einen der in der Familie geführten Adelstitel zu erben, gilt Isabel Benjumea neben ihrem Onkel Felipe Benjumea Llorente, dem ehemaligen Abengoa-Vorstandsvorsitzenden, als das öffentlich exponierteste und bekannteste Familienmitglied. Ihre Vorfahrenreihe qualifiziert sie zum Mitglied des spanischen Geburtsadels, der allerdings seit 1836 rechtlich keine Privilegien mehr genießt.
| Ahnentafel                             | Ahnentafel | Ahnentafel | Ahnentafel | Ahnentafel | Ahnentafel | Ahnentafel | Ahnentafel | Ahnentafel | Ahnentafel |
| -------------------------------------- | --- | --- | --- | --- | --- | --- | --- | --- | --- |
| Vorfahren von Isabel Benjumea Benjumea | | | | | | | | | |
| Voreltern                              | José María Benjumea Vecino (1786–1858) Großgrundbesitzer und Viehzüchter in La Puebla de Cazalla ⚭ Ana Pérez-Seoane Rivero de la Herranz (1802–1870) (Tochter von Pablo Pérez Seoane Schwester des I. Grafen von Velle Manuel Pérez-Seoane Rivero)            | Manuel Agustín Heredia (1786–1846) Industriebaron aus Málaga (Hidalguía 1814 anerk.) ⚭ 1813 Isabel Livermore Salas (1795–1849) | Mateo Cabeza de Vaca y Laguna (1826–1898) III. Markgraf von Fuente Santa Großgrundbesitzer und Senator aus Badajoz ⚭ 1852 Josefa Sánchez Arjona y Cabeza de Vaca (1834–1889)                                                                                  | Agustín Ruiz-Soldado y Gómez de Molina (1828–) VIII. Markgraf von Torremayor (vor 1871) Markgraf von Valdecañas (ab 1865) Senator (1881–1890) ⚭ 1864 Matilde Álvarez Moya (1848–1919)                                                                         | Adolphe Garret Bessières aus Perpignan ⚭ Rose Hestaut Therin (* 1822) aus Lothringen | José María Benjumea Vecino ⚭ Ana Pérez-Seoane Rivero de la Herranz (siehe linke Spalte) | | Pedro Vicente Llorente de Pablo (1815–1868) ⚭ Francisca Martínez Viu (1821–1862) | Rafael Ignacio de Zuazola Altube (1815–1897) Herr von Zuazola in Urrestilla (bei Loyola) (alter baskischer Adel, mit Ignatius von Loyola verwandt) ⚭ 1843 Manuela Felicia de Gazteluzar Ceberio (* 1817) |
| Ururgroßeltern                         | Diego Benjumea Pérez-Seoane (1834–1901) Anwalt, Viehzüchter und Großgrundbesitzer ⚭ 1867 Mercedes Burín y Castro | Ricardo Heredia y Livermore (1831–1896) Bibliophiler Gelehrter I. Graf von Benhavís (1875–1896) ⚭ 1875 Isabel Loring y Heredia (1855–1930) | Rodrigo Cabeza de Vaca y Sánchez Arjona (1853–1912) IV. Markgraf von Fuente Santa Großgrundbesitzer und Oberst der Artillerie ⚭ 1887 Matilde Ruiz-Soldado y Álvarez de Moya (1865–1939) XIII. Gräfin von Peñón de la Vega                                     | Rodrigo Cabeza de Vaca y Sánchez Arjona (1853–1912) IV. Markgraf von Fuente Santa Großgrundbesitzer und Oberst der Artillerie ⚭ 1887 Matilde Ruiz-Soldado y Álvarez de Moya (1865–1939) XIII. Gräfin von Peñón de la Vega                                     | Próspero Adolfo Garret Hestaut (* 1848) aus Málaga (Sohn frz. Einwanderer) ⚭ Matilda Souto Sigaud aus Rio de Janeiro | Diego Benjumea Pérez-Seoane ⚭ Mercedes Burín y Castro (siehe linke Spalte) | Ignacio Puigcerver Aleñar Geschäftsmann aus der Levante ⚭ María Teresa Casas Seguí | Saturnino Llorente Martínez (* 1847) Geschäftsmann aus Vinuesa (Soria) (zog Anfang der 1880er Jahre mit seinem Bruder Galo nach Argentinien) ⚭ Dámasa Torroba Hortal (* 1843)                          | Pedro de Zuazola Gazteluzar (* 1845) Herr von Zuazola in Urrestilla ⚭ 1875 María Presentación de Ezcuza y Goenaga (* 1855)                                                                               |
| Urgroßeltern                           | Rafael Benjumea y Burín (1876–1952) I. Graf von Guadalhorce (1921–1952) Minister für Öffentliche Bauten (1926–1930) Präsident der Renfe (1947–1952) ⚭ 1901 Isabel Heredia Loring-Bebel (1877–1955)                                                            | Rafael Benjumea y Burín (1876–1952) I. Graf von Guadalhorce (1921–1952) Minister für Öffentliche Bauten (1926–1930) Präsident der Renfe (1947–1952) ⚭ 1901 Isabel Heredia Loring-Bebel (1877–1955)                                                            | Mateo Cabeza de Vaca y Ruiz-Soldado (1889–1968) V. Markgraf von Fuente Santa (1912–1968) Markgraf von Valdecañas (1919–1968) ⚭ 1913 Matilde Garret y Souto († 1952)                                                                                           | Mateo Cabeza de Vaca y Ruiz-Soldado (1889–1968) V. Markgraf von Fuente Santa (1912–1968) Markgraf von Valdecañas (1919–1968) ⚭ 1913 Matilde Garret y Souto († 1952)                                                                                           | Mateo Cabeza de Vaca y Ruiz-Soldado (1889–1968) V. Markgraf von Fuente Santa (1912–1968) Markgraf von Valdecañas (1919–1968) ⚭ 1913 Matilde Garret y Souto († 1952)                                                                                           | Javier Benjumea Burín (1879–1929) Viehzüchter und Großgrundbesitzer (Bruder von Rafael Benjumea y Burín und Joaquín Benjumea Burín) ⚭ 1903 Rosalía Puigcerver Casas (1881–1974)                        | Javier Benjumea Burín (1879–1929) Viehzüchter und Großgrundbesitzer (Bruder von Rafael Benjumea y Burín und Joaquín Benjumea Burín) ⚭ 1903 Rosalía Puigcerver Casas (1881–1974)                        | Felipe Llorente Torroba (1884–1954) Geb. in Buenos Aires, gest. in Sevilla im Krieg Internationaler Kommissar der Comunión Tradicionalista ⚭ Jesusa Zuazola Escuza (1892–1974)                         | Felipe Llorente Torroba (1884–1954) Geb. in Buenos Aires, gest. in Sevilla im Krieg Internationaler Kommissar der Comunión Tradicionalista ⚭ Jesusa Zuazola Escuza (1892–1974)                           |
| Großeltern                             | Francisco Benjumea y Heredia (1908–1995) III. Graf von Guadalhorce (1975–1995) ⚭ 1935 Matilde Cabeza de Vaca y Garret (1915–2006) X. Markgräfin von Torremayor (1951–1974) XVI. Gräfin von Peñón de la Vega (1983–1984) Markgräfin von Valdecañas (1968–1998) | Francisco Benjumea y Heredia (1908–1995) III. Graf von Guadalhorce (1975–1995) ⚭ 1935 Matilde Cabeza de Vaca y Garret (1915–2006) X. Markgräfin von Torremayor (1951–1974) XVI. Gräfin von Peñón de la Vega (1983–1984) Markgräfin von Valdecañas (1968–1998) | Francisco Benjumea y Heredia (1908–1995) III. Graf von Guadalhorce (1975–1995) ⚭ 1935 Matilde Cabeza de Vaca y Garret (1915–2006) X. Markgräfin von Torremayor (1951–1974) XVI. Gräfin von Peñón de la Vega (1983–1984) Markgräfin von Valdecañas (1968–1998) | Francisco Benjumea y Heredia (1908–1995) III. Graf von Guadalhorce (1975–1995) ⚭ 1935 Matilde Cabeza de Vaca y Garret (1915–2006) X. Markgräfin von Torremayor (1951–1974) XVI. Gräfin von Peñón de la Vega (1983–1984) Markgräfin von Valdecañas (1968–1998) | Francisco Benjumea y Heredia (1908–1995) III. Graf von Guadalhorce (1975–1995) ⚭ 1935 Matilde Cabeza de Vaca y Garret (1915–2006) X. Markgräfin von Torremayor (1951–1974) XVI. Gräfin von Peñón de la Vega (1983–1984) Markgräfin von Valdecañas (1968–1998) | Javier Benjumea Puigcerver (1915–2001) I. Markgraf von Puebla de Cazalla (1994–2001) ⚭ 1944 Julia Llorente Zuazola (1921–2004)                                                                         | Javier Benjumea Puigcerver (1915–2001) I. Markgraf von Puebla de Cazalla (1994–2001) ⚭ 1944 Julia Llorente Zuazola (1921–2004)                                                                         | Javier Benjumea Puigcerver (1915–2001) I. Markgraf von Puebla de Cazalla (1994–2001) ⚭ 1944 Julia Llorente Zuazola (1921–2004)                                                                         | Javier Benjumea Puigcerver (1915–2001) I. Markgraf von Puebla de Cazalla (1994–2001) ⚭ 1944 Julia Llorente Zuazola (1921–2004)                                                                           |
| Eltern                                 | Rafael Benjumea Cabeza de Vaca (* 1939) XVIII. Graf von Peñón de la Vega (1985–2001) IV. Graf von Guadalhorce (1998–2016) Markgraf von Valdecañas (1998–2016) ⚭ 1974 Blanca Benjumea Llorente (* 1947)                                                        | Rafael Benjumea Cabeza de Vaca (* 1939) XVIII. Graf von Peñón de la Vega (1985–2001) IV. Graf von Guadalhorce (1998–2016) Markgraf von Valdecañas (1998–2016) ⚭ 1974 Blanca Benjumea Llorente (* 1947)                                                        | Rafael Benjumea Cabeza de Vaca (* 1939) XVIII. Graf von Peñón de la Vega (1985–2001) IV. Graf von Guadalhorce (1998–2016) Markgraf von Valdecañas (1998–2016) ⚭ 1974 Blanca Benjumea Llorente (* 1947)                                                        | Rafael Benjumea Cabeza de Vaca (* 1939) XVIII. Graf von Peñón de la Vega (1985–2001) IV. Graf von Guadalhorce (1998–2016) Markgraf von Valdecañas (1998–2016) ⚭ 1974 Blanca Benjumea Llorente (* 1947)                                                        | Rafael Benjumea Cabeza de Vaca (* 1939) XVIII. Graf von Peñón de la Vega (1985–2001) IV. Graf von Guadalhorce (1998–2016) Markgraf von Valdecañas (1998–2016) ⚭ 1974 Blanca Benjumea Llorente (* 1947)                                                        | Rafael Benjumea Cabeza de Vaca (* 1939) XVIII. Graf von Peñón de la Vega (1985–2001) IV. Graf von Guadalhorce (1998–2016) Markgraf von Valdecañas (1998–2016) ⚭ 1974 Blanca Benjumea Llorente (* 1947) | Rafael Benjumea Cabeza de Vaca (* 1939) XVIII. Graf von Peñón de la Vega (1985–2001) IV. Graf von Guadalhorce (1998–2016) Markgraf von Valdecañas (1998–2016) ⚭ 1974 Blanca Benjumea Llorente (* 1947) | Rafael Benjumea Cabeza de Vaca (* 1939) XVIII. Graf von Peñón de la Vega (1985–2001) IV. Graf von Guadalhorce (1998–2016) Markgraf von Valdecañas (1998–2016) ⚭ 1974 Blanca Benjumea Llorente (* 1947) | Rafael Benjumea Cabeza de Vaca (* 1939) XVIII. Graf von Peñón de la Vega (1985–2001) IV. Graf von Guadalhorce (1998–2016) Markgraf von Valdecañas (1998–2016) ⚭ 1974 Blanca Benjumea Llorente (* 1947)   |
| Bezugsperson                           | Isabel Benjumea Benjumea (* 1982) | Isabel Benjumea Benjumea (* 1982) | Isabel Benjumea Benjumea (* 1982) | Isabel Benjumea Benjumea (* 1982) | Isabel Benjumea Benjumea (* 1982) | Isabel Benjumea Benjumea (* 1982) | Isabel Benjumea Benjumea (* 1982) | Isabel Benjumea Benjumea (* 1982) | Isabel Benjumea Benjumea (* 1982) |
| Anmerkungen: 1. 2. 3.                  | | | | | | | | | |